# Dog Islands
Las Islas Dog (en inglés: Dog Islands; literalmente "las islas del Perro") son un pequeño grupo de islotes entre las Islas Vírgenes Británicas en el Caribe. El primer avistamiento europeo de las Islas Vírgenes fue realizado por Cristóbal Colón en 1493 en su segundo viaje al Nuevo Mundo. Colón dio el nombre a la zona de Santa Úrsula y las Islas Once Mil Vírgenes.
Las islas posteriormente recibieron sus nombres por unos marineros que oyeron ladrar unos perros allí. Las Islas Dog están situadas cerca de 6 millas (10 km) al noreste de la isla principal de Tórtola y cerca de 2,5 millas (4 kilómetros) al noroeste de Virgen Gorda en el estrecho canal de Drake. 
El grupo estaformado por 5 isletas:
- Isla Great Dog, islote principal, de unos 98 acres (0,41 kilómetros cuadrados)
- Isla George Dog, cerca de 15 acres (0,06 kilómetros cuadrados)
- Isla West Dog, cerca de 27 acres (0,11 kilómetros cuadrados).
  - Subgrupo Seal Dogs a cerca de 1,8 millas (3 km) al noreste de isla Great Dog.
    - Isla East Seal Dog, cerca de 2,2 acres (0,01 kilómetros cuadrados) y
    - Isla Little Seal Dog, alrededor de 5,7 acres (0,02 kilómetros cuadrados).[1]